# Кристенсен, Томас
Томас Кристенсен (норв. Thomas Kristensen; род. 2 мая 1990, Берум) — Норвежский гандболист, выступает за норвежский клуб ГК Хаслум и сборной Норвегии.

## Карьера

#### Клубная
Томас Кристенсен начинал свою карьеру в норвежском клубе Хаслум, где он провёл 5 сезонов. В 2014 году Томас Кристенсен перешёл в Адемар Леон. Отыграв сезон, Томас Кристенсен перешёл в немецкий клуб Фриш Ауф Гёппинген. В 2016 году Томас Кристенсен возвращается в Норвегию, в клуб ГК Хаслум

#### В сборной
В сборной Норвегии Томас Кристенсен сыграл 17 матчей.

## Статистика
| Сезон     | Клуб               | Лига               | Матчи | Голы | 7-метр | Голы |
| --------- | ------------------ | ------------------ | ----- | ---- | ------ | ---- |
| 2014/15   | Адемар Леон        | Liga ASOBAL        | 30    | 83   | 2      | 81   |
| 2015/16   | Фриш Ауф Гёппинген | Бундеслига         | 30    | 34   | 1      | 33   |
| 2018/19   | ГК Хаслум          | GRUNDIGligaen menn | 14    | 52   | 1      | 51   |
| 2013-2014 | Итого              | Liga ASOBAL        | 30    | 83   | 2      | 81   |